# マンツァーノ
マンツァーノ（伊: Manzano）は、イタリア共和国フリウリ＝ヴェネツィア・ジュリア州ウーディネ県にある、人口約6,300人の基礎自治体（コムーネ）。

## 地理

### 位置・広がり

#### 隣接コムーネ
隣接するコムーネは以下の通り。
- ブットリオ
- コルノ・ディ・ロザッツォ
- パヴィーア・ディ・ウディーネ
- プレマリアッコ
- サン・ジョヴァンニ・アル・ナティゾーネ
- トリヴィニャーノ・ウディネーゼ

### 気候分類・地震分類
マンツァーノにおけるイタリアの気候分類 (it) および度日は、zona E, 2267 GGである。
また、イタリアの地震リスク階級 (it) では、zona 2 (sismicità media) に分類される。

## 行政

### 分離集落
マンツァーノには、以下の分離集落（フラツィオーネ）がある。
- Case, Manzinello, Oleis, Rosazzo, San Lorenzo, San Nicolò, Soleschiano

## 姉妹都市
- Labin（伊: Albona）、クロアチア